# Sandhja

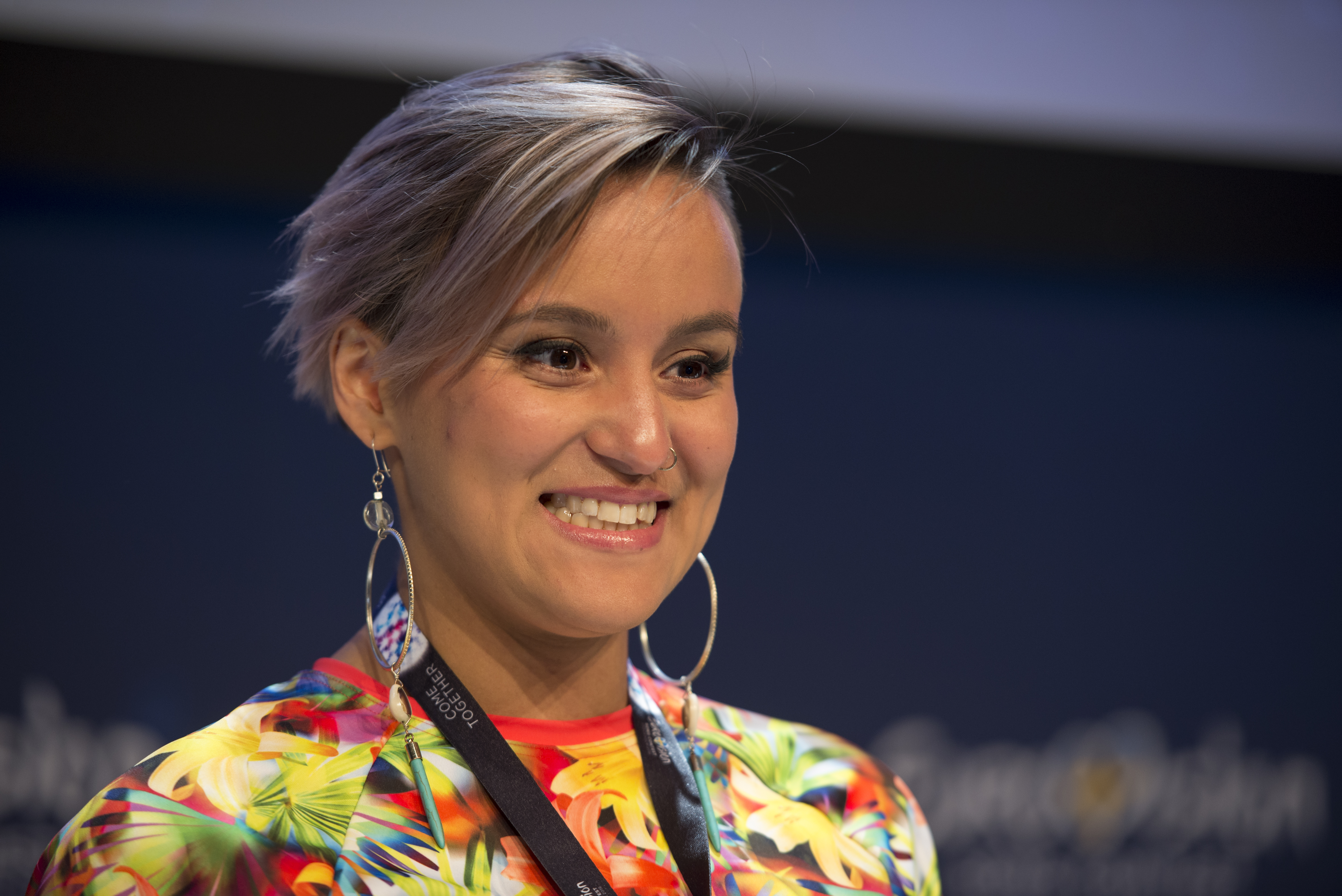
Sandhja beim Eurovision Song Contest, Mai 2016

Sandhja Kuivalainen (* 16. März 1991 in Helsinki) ist eine finnische Sängerin. Sie vertrat Finnland beim Eurovision Song Contest 2016 im schwedischen Stockholm.

## Leben und Karriere
Sandhja ist die Tochter eines finnischen Vaters und einer guyanisch-indischen Mutter.
Ihre Debütsingle Hold Me erschien am 15. November 2013 als Singleauskopplung ihres ersten Albums Gold. Die zweite Single Gold aus dem gleichnamigen Album wurde am 7. März 2014 veröffentlicht. Ihr Debütalbum erschien schließlich am 23. Mai 2014, vertrieben durch Sony Music. Die erste Kooperation mit einem anderen Künstler war die Single The Flavor von Brandon Bauer, die im Mai 2015 auf den Markt kam, im Oktober desselben Jahres folgte die dritte Single My Bass, beide ohne zugehöriges Album.
Am 12. Januar 2016 wurde bekanntgegeben, dass Sandhja eine von 18 Teilnehmern beim finnischen ESC-Vorentscheid Uuden Musikkin Kilpailu (UMK 2016) ist. Sie erreichte über die dritte Vorrunde das Finale der Show am 27. Februar 2016, das sie als erstplatzierte der Jury und als drittplatzierte im Televoting knapp gewinnen konnte. Sie vertrat daher Finnland mit dem Lied Sing It Away im ersten Semifinale des ESC 2016 am 10. Mai 2016 in Stockholm. Dort konnte sie sich allerdings nicht für das Finale qualifizieren.

## Diskografie

### Alben
- 2014: Gold
- 2016: Freedom Venture

### Singles
- 2013: Hold Me
- 2014: Gold
- 2015: The Flavor (mit Brandon Bauer)
- 2015: My Bass
- 2016: Sing It Away